# Saint-Loup-du-Dorat

Saint-Loup-du-Dorat este o comună în departamentul Mayenne, Franța. În 2009 avea o populație de 340 de locuitori.